# Nanteau-sur-Essonne
Nanteau-sur-Essonne è un comune francese di 435 abitanti situato nel dipartimento di Senna e Marna nella regione dell'Île-de-France.

## Società

### Evoluzione demografica
Abitanti censiti